# Zatypota exilis
Zatypota exilis är en stekelart som beskrevs av Henry Keith Townes, Jr. 1960. Zatypota exilis ingår i släktet Zatypota och familjen brokparasitsteklar. Inga underarter finns listade i Catalogue of Life.